# Norbit
Pour plus de détails, voir Fiche technique et Distribution.
Norbit est un film américain réalisé par Brian Robbins, sorti en 2007.

## Synopsis
Abandonné par ses parents dès sa naissance, Norbit Albert Rice est élevé par Wong, un restaurateur chinois à la tête d'un orphelinat. Alors qu'il est âgé de huit ans, il tombe amoureux de Kate Thomas, une orpheline qui se lie elle aussi d'affection pour lui. Mais ils seront séparés par l'adoption de Kate, laissant Norbit désespéré.
Dans l'année qui suivra, Norbit sera sauvé de deux brutes par Rasputia Latimore, la petite sœur obèse des trois plus grands caïds de la région.
Adulte, Norbit est nommé comptable de l’entreprise familiale et dans l’ordre des choses, épouse Rasputia sous la menace de ses frères. Rasputia, devenue encore plus grosse, ne se conduira jamais en épouse modèle traitant son époux comme un esclave, le trompant et lui faisant subir divers mauvais traitements.
Plus tard, les frères Latimore tentent de s'emparer de  l'orphelinat, pour le remplacer par un club de strip-tease, mais ce dernier est bien défendu par M. Wong, qui néanmoins commence à se faire vieux. Lorsque Norbit, excédé par le comportement de sa femme, rencontre Kate revenue pour prendre en charge l'orphelinat, il se rend compte que sa vie avec Rasputia est stérile et retombe amoureux de Kate. Malheureusement pour lui, Kate est fiancée à un homme nommé Deion Hughes.
Toutefois ce dernier n'est pas ce qu'il prétend être et n'a aucun intérêt à racheter l'orphelinat. Il accepte alors de s'associer avec les Latimore pour manipuler Norbit et faire signer à Kate un renouvellement de la licence d'alcool du restaurant au nom des Latimore, garantissant leur contrôle sur l'orphelinat. Pendant ce temps, Norbit et Kate renouent petit à petit, et ce dernier l'aide à répéter son mariage. Emporté par le jeu, les deux s'embrassent sous les yeux de Rasputia qui menace Norbit de blesser Kate s'il la fréquente à nouveau.
Pendant ce temps, Kate apprend de Deion la dite signature et va voir Norbit pour en discuter. Ce dernier la renvoie de chez lui pour la protéger de Rasputia, brisant la cœur de la jeune femme. Après avoir été libéré, Norbit songe à quitter la ville jusqu'à qu'un détective privé qu'il avait engagé révèle que Deion a été marié à plusieurs femmes dont il a escroqué 300 000 $ en procédure de divorce. Il apprend notamment son implication dans le projet des Latimore.
Les documents en main, Norbit se rend au mariage à vélo, poursuivit par les Latimore. Après une course endiablée où Norbit finit dans une rivière, il fait irruption sur les lieux du mariage pour dévoiler les plans de Deion et sa complicité avec les Latimore. Toutefois, les preuves ont été détrempées et sont à moitié effacé, provoquant les moqueries de Deion, rejoints peu après par les Latimore. Ayant anticipé cela, Norbit a fait venir trois des ex-épouses de Deion, révélant son imposture à tous.
Leurs plans sabotés, les Latimore s'en prennent à Norbit mais les habitants de la ville, inspirés par son courage, se liguent contre eux, mais sont rapidement maitrisés par Rasputia. Au moment où elle allait tuer Norbit à coups de pelle, elle se fait harponnée dans le derrière par une lance envoyée par M. Wong, la faisant fuir de douleur suivie de ses frères pourchassé par le reste de la ville.
Norbit et Kate se réconcilient, achètent l'orphelinat et se marient sous le même arbre où ils jouaient enfants. Pour ce qui est des Latimore, on n'entend plus jamais parler d'eux, mais des rumeurs disent qu'ils ont ouvert leur club de strip-tease au Mexique, où Rasputia devient leur vedette.

## Fiche technique
Sauf indication contraire, les informations mentionnées dans cette section peuvent être confirmées par les bases de données cinématographiques IMDb et Allociné,  présentes dans la section « Liens externes ».
- Titre original : Norbit
- Réalisation : Brian Robbins
- Scénario : Eddie Murphy, Charlie Murphy, Jay Scherick et David Ronn, d'après une histoire de Eddie Murphy et Charlie Murphy
- Musique : David Newman
- Direction artistique : Jay Pelissier
- Décors : Clay A. Griffith
- Costumes : Molly Maginnis
- Maquillage : Rick Baker et Kazuhiro Tsuji
- Photographie : Clark Mathis
- Son : Chris Jenkins, Elliott Koretz, Rodrigo Ortiz-Parraga
- Montage : Ned Bastille
- Production : John Davis et Eddie Murphy
  - Production déléguée : David B. Householter, Brian Robbins et Michael Tollin
- Sociétés de production : Davis Entertainment et Tollin/Robbins Productions, présenté par Dreamworks Pictures
- Sociétés de distribution : Paramount Pictures (États-Unis, France) ; Universal Pictures International (Belgique, Suisse romande)[1]
- Budget : 60 millions USD[2],[3]
- Pays de production :  États-Unis
- Langue originale : anglais
- Format : couleur (Technicolor) — 35 mm — 1,85:1 (Panavision) — son DTS / Dolby Digital / SDDS
- Genre : comédie, romance
- Durée : 103 minutes ; 102 minutes (aux États-Unis)
- Dates de sortie[4] :
  - États-Unis, Québec : 9 février 2007[5]
  - Belgique, Suisse romande : 21 mars 2007[6],[7]
  - France : 4 avril 2007[8]
- Classification[9] :
  - États-Unis : accord parental recommandé, film déconseillé aux moins de 13 ans (PG-13 - Parents Strongly Cautioned)[N 1]
  - France : tous publics [10]
  - Belgique : tous publics (Alle Leeftijden)[6]
  - Suisse romande : interdit aux moins de 10 ans[11]
  - Québec : 13 ans et plus (langage vulgaire) (13+ / 13 years and over)[5]

## Distribution
Source et légende : version française (VF) sur RS Doublage et AlloDoublage.
- Eddie Murphy (VF : Med Hondo) : Norbit Rice / Rasputia Latimore-Rice / M. Wong
- Khamani Griffin, Austin Reid et Jonathan Robinson : Norbit à 5, 10 et 17 ans
- Lindsey Sims-Lewis et Yves Lola St. Vil : Rasputia à 10 et 17 ans
- Thandie Newton (VF : Sandra Valentin) : Kate Thomas
- China Anderson : Kate à 5 ans
- Terry Crews (VF : Frantz Confiac) : Malabar Jack Latimore
- Cuba Gooding Jr. (VF : Julien Kramer) : Deion Hughes
- Clifton Powell (VF : Gabriel Le Doze) : Earl Latimore
- Lester « Rasta » Speight (en) (VF : Jean-Paul Pitolin) : Blue Latimore
- Eddie Griffin (VF : Pascal Sellem) : Pape Doux Jésus (Pope Sweet Jesus en VO)
- Katt Williams (VF : Philippe Bozo) : Seigneur Ayez Pitié (Lord Have Mercy en VO)
- Marlon Wayans (VF : Lucien Jean-Baptiste) : Bouge-ton-Boule (Buster en VO)
- Michael Colyar (en) : Morris, le barbier
- Anthony Russell (VF : Bernard-Pierre Donnadieu) : Giovanni
- Pat Crawford Brown : Mme Henderson
- Alexis Rhee : Ling Ling Wong
- Jeanette Miller (en) : Mme Coleman
- Floyd Levine (en) : Abe, le tailleur
- Marianne Muellerleile : Helga, l'employée du spa
- John Gatins : le préposé
- Kristen Schaal : l'organisatrice de l'événement
- Richard Gant (VF : Philippe Dumond) : le pasteur
- Smith Cho : l'ex-épouse de Deion Hughes
- Charlie Murphy : Lloyd, le chien (voix)

## Accueil

### Accueil critique
Lors de la 28e cérémonie des Razzie Awards en 2008, Eddie Murphy a été élu pire acteur, pire second rôle masculin pour le rôle de M. Wong et "pire second rôle féminin" pour le rôle de Rasputia. Le film, quant à lui, a été nommé pire film. Brian Robbins a été nommé pire réalisateur. Cuba Gooding Jr. a été nommé pire acteur et Eddie Murphy a été nommé pire couple à l'écran pour Eddie Murphy dans le rôle de Norbit et Eddie Murphy dans le rôle de M. Wong ou Eddie Murphy dans le rôle de Rasputia. Enfin, Eddie Murphy, Charlie Murphy, David Ronn et Jay Scherick ont été nommés pour le pire scénario,.
En 2010 à la 30e cérémonie des Razzie Awards, Eddie Murphy a été élu pire acteur de la décennie,.

## Distinctions

### Récompenses

#### 2007
- Alliance of Women Film Journalists : EDA Special Mention Awards de la pire image de la femme
- Oklahoma Film Critics Circle Awards : pire film évident
- Women Film Critics Circle Awards :
  - Personnage masculin le plus offensant
  - Pire image de la femme

### Nominations

#### 2007
- BET Awards : meilleur acteur pour Eddie Murphy
- Golden Schmoes Awards : pire film de l'année

#### 2008
- Kids' Choice Awards : acteur de cinéma préféré pour Eddie Murphy
- Oscar : meilleur maquillage pour Rick Baker et Kazuhiro Tsuji

## Éditions en vidéo
- En France, le film Norbit est sorti en DVD le 4 octobre 2007[16] et en VOD le 23 juin 2019[8].
- Au Québec, le film est sorti en DVD le 5 juin 2007[5].